# Vitus Pichler
Vitus Pichler SJ (auch Veit Pichler; * 24. Mai 1670 in Großberghofen, Rentamt München, Kurfürstentum Bayern; † 15. Februar 1736 in München, ebenda) war ein deutscher Jesuit, Kirchenrechtler und Kontroverstheologe.

## Leben
Pichler studierte Katholische Theologie und wurde zunächst Weltpriester. Nachdem er einige Jahre als Priester auf dem Land gewirkt hatte, trat er am 28. September 1696 in den Jesuitenorden ein. Das Noviziat absolvierte er im Jesuitenkolleg in Landsberg am Lech und im Kolleg in Ebersberg. Anschließend erhielt er eine Stelle als Professor am Jesuitenkolleg St. Salvator in Augsburg. 
Pichler kam als Professor des Kirchenrechts an die Universität Dillingen. Von dort ging er 1716 als Professor des Kirchenrechts und Nachfolger von Franz Schmalzgrueber an die Universität Ingolstadt. An dieser wurde er zum Dr. theol. promoviert. Zudem wurde er Dr. iur. can. 1731 wurde er schließlich zum Präfekten des Jesuitenkollegs München, an dem er bis zu seinem Tod wirkte.
Pichler machte sich sowohl als Kontroverstheologe als auch als Kirchenrechtler einen Namen. Seine Lehrbücher wurden in mehreren Auflagen gedruckt und fanden große Verbreitung. Sein Candidatus jurisprudentiae sacrae, seu juris canonici, secundum Gregorii Papae IX. Decretalium titulos explanati (etwa „Kandidat der Heiligen Rechtswissenschaften oder des Kanonischen Rechts gemäß der Erklärung der Titel der Dekretalen von Papst Gregor IX.“) wurde siebenmal aufgelegt und war zeitweise in Österreich in der kirchenrechtlichen Ausbildung als Lehrbuch verpflichtend.

## Werke (Auswahl)
- Examen Polemicum Super Augustana Confessione, Labhart, Augsburg 1708.
- Lutheranismus Constanter Errans In Primis Fidei Principiis, Labhart, Augsburg 1709.
- Cursus theologiae polemicae universae, Schlüter und Happach, Augsburg 1713.
- Summa jurisprudentiae sacrae universae, sive jus canonicum secundum quinque decretalium Gregorii papae IX. titulos explicatum etc., Schlüter und Happach, Augsburg 1716.
- Candidatus jurisprudentiae sacrae, seu juris canonici, secundum Gregorii Papae IX. Decretalium titulos explanati, 2. Auflage, 5 Bände, Schlüter und Happach, Augsburg 1721–1723.
- Jus Canonicum Practice Explicatum, Seu Decisiones Casuum Selectorum Centum Octoginta Quinque, LaHaye, Ingolstadt 1735.